# Gabriel Namulambe
Gabriel Namulambe (* 27. Mai 1967)  ist ein Politiker in Sambia.
Gabriel Namulambe war 2000 Sekretär des Rates von Lusaka, 2002 Ständiger Sekretär der Nordwestprovinz, 2004 Ständiger Sekretär der Provinz Copperbelt, wo er sich im Verlaufe von Streiks, Bergbaukatastrophen und Explosionsunglücken politische Anerkennung erwarb. Zum Mitglied der Nationalversammlung Sambias wurde er 2006 gewählt. Er hatte sich in Isoka-Ost um ein direktes Mandat beworben. Im Oktober 2006 wurde er zum Minister für Sport, Jugend- und Kindesentwicklung ernannt.